# 6398 Timhunter
Timhunter (asteróide 6398) é um asteróide da cintura principal, a 1,8186427 UA. Possui uma excentricidade de 0,2236807 e um período orbital de 1 309,63 dias (3,59 anos).
Timhunter tem uma velocidade orbital média de 19,45983889 km/s e uma inclinação de 23,88875º.
Este asteróide foi descoberto em 10 de Fevereiro de 1991 por Carolyn Shoemaker.